# Kolumna Orła Białego w Olsztynie
Kolumna Orła Białego w Olsztynie – pomnik w centrum Olsztyna, przy Placu Konsulatu Polskiego, odsłonięty 11 listopada 2002 roku.

## Historia
8 października roku 1995 z inicjatywy Andrzeja Sassyna został powołany Honorowy Komitet Budowy pomnika. Miało to miejsce podczas uroczystości 30-lecia Towarzystwa Miłośników Olsztyna. W skład Komitetu weszli: Andrzej Sassyn – działacz społeczny i samorządowiec związany z Warmią, Janusz Lorenz – wojewoda olsztyński, ks. arcybiskup Edmund Piszcz – metropolita warmiński, Andrzej Ryński – marszałek woj. warmińsko-mazurskiego i Regina Szubstarska.

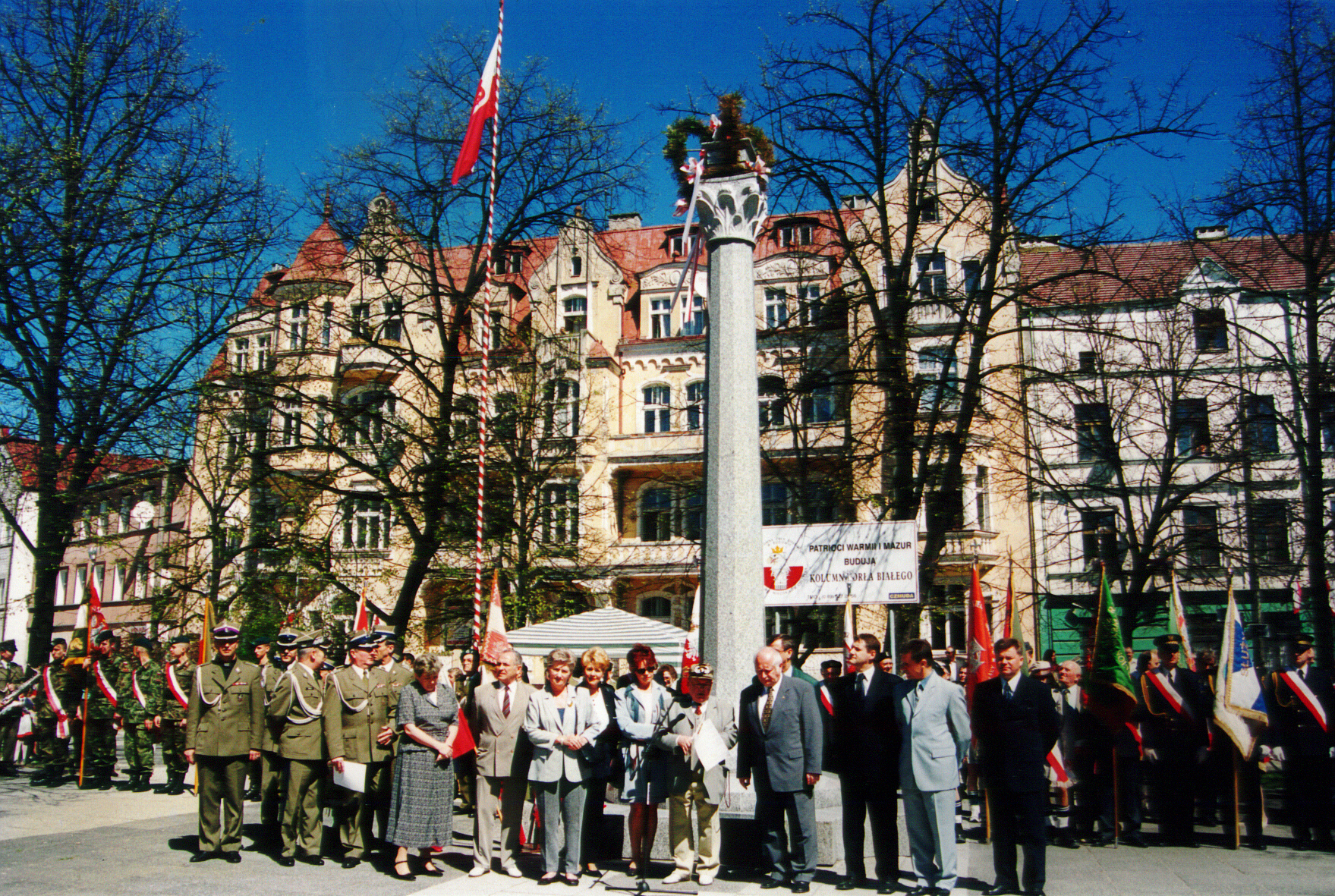
Uroczystość przekazania kolumny społeczeństwu 3 maja 2001 roku

Na miejsce usytuowania kolumny wybrano plac Konsulatu Polskiego, gdzie w latach 1928-1939 mieścił się konsulat Rzeczypospolitej Polskiej. Wmurowanie kamienia węgielnego miało miejsce 11 listopada 1997 roku. Budowę (pod honorowym patronatem prezydenta RP) rozpoczęto 23 listopada 1998 roku, a zakończono w dniu 3 maja 2001 roku. Uroczyste przekazanie pomnika społeczeństwu odbyło się 3 maja 2001 roku w rocznicę uchwalenia Konstytucji 3 Maja. Była to tylko kolumna, którą zwieńczono spiżowym orłem w następnym roku. Uroczystość odsłonięcia kompletnej Kolumny Orła Białego miała miejsce 11 listopada 2002 roku.
Budowę pomnika finansowały osoby prywatne i firmy. Granit, z którego powstała kolumna, pochodził z Borowskich Kopalni Granitu na Śląsku i ważył ok. 60 ton. Kolumna projektu Andrzeja Matyka została wykonana przez Tadeusza i Zygfryda Sowińskich, właścicieli olsztyńskiej firmy "SOWT-GRANIT". Kapitel kolumny wykonano w stylu korynckim, nieco uwspółcześnionym. Figura orła został zaprojektowana przez Urszulę i Ryszarda Szmytów, a odlana w brązie przez Zenona i Pawła Szewczaków z firmy "METAKOL". Figurę orła wieńczy pozłacana korona z walorów rodzinnych Sassynów (duplikat korony znajduje się w Muzeum Warmii i Mazur w Olsztynie).
Plac Konsulatu Polskiego z Kolumną Orła Białego stał się miejscem uroczystości, obchodów rocznic i świąt państwowych. W roku 2010 (w 90. rocznicę plebiscytu) nastąpiła rewitalizacja placu Konsulatu Polskiego i otoczenia pomnika. W 2012 roku, w dziesiątą rocznicę powstania Kolumny, z inicjatywy Andrzeja Sassyna została wydana pamiątkowa pocztówka, trzecia z serii "Przesłanie z Olsztyna".